# Antonio Casini
Pour les articles homonymes, voir Casini.
Antonio Casini (né à Sienne, en Toscane, alors dans la république de Sienne et mort à Florence le 4 février 1439) est un cardinal italien du XVe siècle.
Il est un petit-neveu du pape Urbain VI.

## Biographie
Antonio Casini étudie à l'université de Florence. Il est curé à Sienne, chanoine et vicaire général à Florence et vice-collecteur général en Toscane. À Rome, Casini est clerc à la Chambre apostolique et il est vice-légat en Bologne et gouverneur de Romagne. En 1406 ou 1407 il est nommé évêque de Pesaro et en 1408 il est transféré à Sienne. Mgr Casini est trésorier du pape Grégoire XII, de l'antipape Jean XXIII et du pape Martin V. Il assiste au concile de Constance.
Le pape Martin V le crée cardinal lors du consistoire du 24 mai 1426. Le cardinal Casini est nommé administrateur de Grosseto et légat apostolique de Bologne en 1427. Il assiste à la première session du concile de Bâle et est archiprêtre de la basilique Saint-Libère. Il est appelé il cardinal misericordioso pour sa charité envers les pauvres.
Le cardinal Casini participe au conclave de 1431, lors duquel Eugène IV est élu pape.